# トリオ・ザ・パンチ (お笑い)
トリオ・ザ・パンチは、三人組のお笑いトリオ。
1963年にトリオ結成。メンバーは離合集散を繰り返す。主なメンバーは内藤陳、井波健、栗実。
内藤の「おら、ハードボイルドだど!」ギャグが大当たりする。

## メンバー
- 内藤陳（ないとう ちん、1936年9月18日 - 2011年12月28日）本名は内藤 陳（ないとう のぶる）。

東京都出身。
- 成美信（本名は大橋敏夫。）
- 井波健（いなみ けん、1938年 - ）本名は平塚久雄。

宮城県石巻市出身。宮城県水産高等学校卒業。先輩には由利徹がいる、その影響でコメディアンを目指す。俳優等でも活躍、現在は廃業。
- 栗実（くり みのる、1944年 - ）本名は栗原克彦。

東京都出身。姉は女優・歌手の久里千春。トリオ解散後は「久里みのる」の芸名で活動。『キカイダー01』の百地頑太役で知られた。
- ドン堺
- 二瓶十久也

## 註
1. ↑  青空球児・好児の球児も一時メンバーであった。